# Court vêtue
Court vêtue est un roman de Marie Gauthier paru le 3 janvier 2019 aux éditions Gallimard et lauréat du prix Goncourt du premier roman la même année.

## Historique du roman
Le roman reçoit le 7 mai 2019 le prix Goncourt du premier roman 2019.

## Résumé
Félix, un jeune garçon de quatorze ans, est hébergé chez son patron le temps de son apprentissage. La fille du cantonnier, Gilberte, dite Gil, âgée de seize ans, travaille à la supérette, s'occupe du repas et du ménage. Pendant son temps libre, la jeune fille rencontre des hommes, souvent plus âgés qu'elle. Félix, quant à lui, subjugué par la jeune fille, attend un regard, un signe.

## Éditions
- Éditions Gallimard, coll. « Blanche », 2019  (ISBN 9782072777974)[2]